# Esther Audu
Esther Ene Audu (Ikeja, 22 de marzo de 1986) es una actriz nigeriana, popular por su participación en las películas Dinner (2016), Mystified (2017) y Order of the Ring (2013).

## Biografía
Audu inició su carrera a comienzos de la década de 2000, realizando algunos papeles pequeños en cine. En la década de 2010 registró apariciones en producciones como Best Interest, Two Hearts, Dinner, Return of the Ring y Mistified. En 2019 interpretó el papel de la directora Etebo en la serie de televisión The Crown Academy y a Nenna en el largometraje de Ugo Ugbor Fight Till the End.

## Filmografía destacada
- 2019 - The Crown Academy
- 2019 - Fight Till the End
- 2017 - Mystified
- 2016 - Dinner
- 2015 - Monster Under Skin 2
- 2015 - Monster Under Skin
- 2014 - Burning Bridges
- 2013 - Order of the Ring
- 2013 - Order of the Ring 2
- 2013 - Return of the Ring
- 2013 - Return of the Ring 2
- 2012 - Bridge of Contract
- 2012 - Bridge of Contract 2
- 2012 - The End Is Near
- 2012 - The End Is Near 2
- 2008 - Hidden Treasure
- 2008 - Hidden Treasure 2
- 2008 - Kiss the Dust